# Lasioglossum testaciventre
Lasioglossum testaciventre är en biart som först beskrevs av Rayment 1953.  Lasioglossum testaciventre ingår i släktet smalbin, och familjen vägbin. Inga underarter finns listade i Catalogue of Life.